# Musikjahr 1793
Liste der Musikjahre

◄◄ | ◄ | 1789 | 1790 | 1791 | 1792 | Musikjahr 1793 | 1794 | 1795 | 1796 | 1797 | ► | ►►

Weitere Ereignisse
Dieser Artikel behandelt das Musikjahr 1793.

## Ereignisse
- 02. Januar: Die Uraufführung des Gesamtwerks des Requiems von Wolfgang Amadeus Mozart findet im Saal der Restauration Jahn in Wien statt.
- 30. Juli: Das von José da Costa e Silva erbaute Teatro Nacional de São Carlos in Lissabon wird fertiggestellt.
- 17. Dezember: Balthasar Gerhard Schumacher veröffentlicht in der Berliner Spenerschen Zeitung den Text Heil dir im Siegerkranz mit dem Untertitel God Save the King. Das Lied entwickelt sich ab 1871 zu einem gebräuchlichen Repräsentationslied des Deutschen Kaiserreichs.

## Instrumentalmusik (Auswahl)
- Ludwig van Beethoven: Rondo für Klavier und Orchester WoO 6
- Luigi Boccherini: 6 Streichquintette für 2 Violinen, Viola und 2 Violoncelli; 6 Streichtrios für Violine, Viola und Violoncello
- Joseph Haydn: 99. Sinfonie 1793 vollendet, 1794 uraufgeführt; Apponyi-Quartette (sechs Quartette, auf Bestellung von Anton Georg Graf Apponyi geschrieben und diesem in der Originalausgabe gewidmet); Andante mit Variationen f-Moll Hob. XVII/6
- Johann Ladislaus Dussek: Klavierkonzert B op. 22 c97; Sonate für Klavier und Violine op. 24 c96; sechs Sonatinen für Klavier und Flöte oder Violine op. 19 c88–93; Sonate für Klavier, Flöte und Violoncello op. 21 c94; Klaviersonate op. 24 c96
- Anton Eberl: Konzert für Klavier und Orchester C-Dur w.o.n. 9

## Musiktheater
- 12. Januar: Uraufführung der Oper Ambroise ou Voilà ma journée von Nicolas Dalayrac in Paris, (Comédie Italienne)
- 11. März: Die Uraufführung der Oper Eugène ou La Piété filial von Henri Montan Berton erfolgt an der Opéra-Comique in Paris.
- 28. März: Uraufführung der Oper Le jeune sage et le vieux fou von Étienne-Nicolas Méhul nach einem Libretto von François-Benoît Hoffman am Théâtre Favart in Paris.
- 01. April: Uraufführung der Oper Amor rende sagace von Domenico Cimarosa in Wien
- 02. Mai: Uraufführung der Oper Asgill ou Le Prisonnier de guerre von Nicolas Dalayrac in Paris, (Opéra-Comique)
- 19. Juni: Uraufführung der Oper I traci amanti von Domenico Cimarosa in Neapel
- 14. Oktober: Uraufführung der Oper Urgande et Merlin von Nicolas Dalayrac in Paris, (Opéra-Comique)
- 02. November: Uraufführung der Oper La Fille coupable von François-Adrien Boieldieu in Rouen, (Théâtre des arts). Es ist das erste von über 40 Bühnenwerken des Komponisten das zur Uraufführung gelangt.
- 26. Dezember: Uraufführung der Oper Virginia von Felice Alessandri in Venedig

Weitere Werke
- Luigi Cherubini: Koukourgi (Oper)
- Étienne-Nicolas Méhul: Le Jugement de Pâris (Ballett)
- Andreas Romberg: Zwei verloren gegangene Opern: Die Macht der Musik und Die Nebelkappen
- André-Ernest-Modeste Grétry: Roger et Olivier (Oper); Séraphine ou Absente et présente (musikalische Komödie)
- Domenico Cimarosa: La calamità dei cuori (Oper); Contrattempi (Oper)
- Niccolò Antonio Zingarelli: Apelle (Oper); La secchia rapita (Oper)
- Stephen Storace: The Price (Oper); Venus and Adonis (Ballett)
- Louis Emmanuel Jadin: 3 Opern (1) Les Talismans; (2) Le Coin de feu; (3) Le Siège de Thionville
- Johann Baptist Henneberg: Die Eisenkönigin (Oper); Die Waldmänner (Oper)
- Thomas Attwood: The Mariners (musikalisches Bühnenwerk)
- Peter von Winter: I fratelli rivali (Oper nach einem Libretto von M. Botturini). In Venedig uraufgeführt.
- Vicente Martín y Soler: L’oracle (Ballett).

## Geboren

### Geburtsdatum gesichert
- 08. Februar: Gottfried Wilhelm Seemann, deutscher Klarinettist († 1859)
- 09. Februar: Auguste Beck, deutsche Sängerin († nach 1827)
- 27. Februar: Elise Frösslind, schwedische Opernsängerin und Schauspielerin († 1861)
- 06. März: Bernhard Klein, deutscher Komponist († 1832)
- 06. Juni: Peter Friedrich Engstfeld, Organist und Kirchenlieddichter († 1848)
- 04. Juli: Franz Pecháček, österreichisch-deutscher Komponist († 1840)
- 22. Juli: Eugène Walckiers, französischer Flötist und Komponist († 1866)
- 10. August: August Neithardt, deutscher Komponist († 1861)
- 19. September: Johan Herman Mankel, schwedischer Organist, Komponist und Musikpädagoge († 1835)
- 23. September: Friedrich Glück, Pfarrer und Komponist († 1840)
- 24. September: Stephan Hechinger, österreichischer Orgelbauer († nach 1867)
- 25. Oktober: Jean Massin, französischer Komponist († unbekannt)
- 11. Dezember: Johann Joseph Reiff, deutscher Schriftsteller, Librettist und Beamter († 1864)

### Genaues Geburtsdatum unbekannt
- Céleste-Thérèse Couperin, französische Organistin und Musikpädagogin († 1860)
- Harriot Hague, englische Pianistin und Komponistin († 1816)
- Karl Joseph Kinderfreund, österreichischer Schriftsteller, Komponist und Musikpädagoge († 1869)
- Adelheid Spitzeder, deutsche Schauspielerin und Sängerin († 1873)
- Henriette Weiße, deutsche Sängerin und Salonière († 1831)

### Geboren um 1793
- Caroline Longhi, italienische Harfenistin und Pianistin († 1829)

## Gestorben

### Todesdatum gesichert
- 17. März:  Leopold Hofmann, österreichischer Komponist der Wiener Klassik (* 1738)
- 07. Mai: Pietro Nardini, italienischer Komponist und Geiger (* 1722)
- 13. Mai: Martin Gerbert, deutscher Benediktiner, Theologe, Philosoph, Musikwissenschaftler (* 1720)
- 27. Mai: Nonnosus Brand, bayerischer Komponist, Organist und Musikpädagoge (* 1755)
- 26. Juli: Alessandro Besozzi, italienischer Komponist und Oboist der Vorklassik (* 1702)
- 26. September: Hartvig Jochum Müller, dänischer Orgelbauer, Klavierbauer und Kirchenausstatter (* um 1716)
- 30. September: Andrew Adgate, US-amerikanischer Musiker, Musikpädagoge und Chorleiter (* 1762)
- 21. Oktober: Johann Ernst Hartmann, Johann Ernst Hartmann (* 1726)
- 25. Oktober:  Giovanni Battista Ferrandini, italienischer Komponist der Vorklassik. (* um 1710)
- 19. November: Johann Sebastian Diez, deutscher Komponist, Chorleiter und Pädagoge (* 1711)

### Gestorben um 1793
- Michael Lockstaedt, deutscher Orgel- und Klavierbauer